# Gouy-Saint-André
Gouy-Saint-André è un comune francese di 636 abitanti situato nel dipartimento del Passo di Calais nella regione dell'Alta Francia.

## Monumenti e luoghi d'interesse
- Abbazia di Saint-André-du-Bois

## Società

### Evoluzione demografica
Abitanti censiti